# Bulbophyllum rufilabrum
Bulbophyllum rufilabrum är en orkidéart som beskrevs av Charles Samuel Pollock Parish och Joseph Dalton Hooker. Bulbophyllum rufilabrum ingår i släktet Bulbophyllum och familjen orkidéer. Inga underarter finns listade i Catalogue of Life.